# Hypephyra micans
Hypephyra micans är en fjärilsart som beskrevs av George Francis Hampson 1896. Hypephyra micans ingår i släktet Hypephyra och familjen mätare. Inga underarter finns listade i Catalogue of Life.